# Mesones de Isuela (kommun)
Mesones de Isuela är en kommun i Spanien.   Den ligger i provinsen Provincia de Zaragoza och regionen Aragonien, i den nordöstra delen av landet, 220 km nordost om huvudstaden Madrid. Antalet invånare är 318.